# Albuca monarchos
Albuca monarchos är en sparrisväxtart som först beskrevs av U.Müll.-doblies och D.Müll.-doblies, och fick sitt nu gällande namn av John Charles Manning. Albuca monarchos ingår i släktet Albuca och familjen sparrisväxter. Inga underarter finns listade i Catalogue of Life.